# マラバル (小惑星)
マラバル (754 Malabar) は小惑星帯に位置する小惑星である。1906年8月22日、ドイツの天文学者アウグスト・コプフが発見した。
インドネシア、ジャワ島のマラバルにちなんで名づけられた。